# Thurayya Badrkhani
Thurayya Badrkhani (1883-1938) fou un patriota kurd, fill de Amir Amin Ali i net de Badrkhan (mort 1868) príncep kurd de Bohtan de la dinastia Azizànida que va lluitar contra els otomans per la independència del Kurdistan (1836-1845). Va dedicar la seva vida a la causa nacional kurda.
El 1904 fou empresonat pels kurds acusat de complot contra la seguretat i després exiliat. Va poder tornar després del cop d'estat dels Joves Turcs i va editar una revista anomenada Kurdistan en kurd i turc que fou suspesa el 1909 i fou empresonat altre cop, però va rebre la gràcia i fou alliberat el 1910 i el 1912 va tornar a Istanbul on va organitzar un comitè revolucionari kurd clandestí.
Detingut fou condemnat a mort però va poder fugir i va sortir del país el 1913. A partir del 1914 va començar a publicar altre cop la revista Kurdistan al Caire i va organitzar un comitè d'independència pels kurds que va tenir un paper al tractat de Sevres (1919-1920) però des disposicions sobre el Kurdistan mai foren aplicades.
Després del tractat de Lausana (1923) va reprendre les seves activitats i el 1927 va adherir a la Lliga Nacional Kurda Khoybun. Va entrar a Síria el 1929 però fou expulsat el 1930 quan va esclatar la revolta nacional kurda a Turquia i es va establir a París. Fou un dels artífexs de la reconciliació kurdo-armènia.
Va morir a París el 1938.